# Goethe-Schule Flensburg
Die Goethe-Schule Flensburg ist ein Gymnasium im Flensburger Stadtteil Jürgensby.

## Geschichte
Vorläufer der Goethe-Schule war die 1875 gegründete Städtische Landwirtschaftsschule, die 1884 um einen handelswirtschaftlichen Zweig erweitert wurde. In den Jahren 1893–1894 begann mit der Einrichtung einer Obersekunda der Ausbau zu einer Oberrealschule. Für die Schule wurde 1896 neben dem Flensburger Kunstgewerbemuseum ein Gebäude errichtet, das heute als Hans-Christiansen-Haus Bestandteil des Museumsbergs Flensburg ist.
Anfang der 1930er Jahre sprach sich das Lehrerkollegium dafür aus, die Schule nach Hermann Bendix Todsen zu benennen, der bis 1930 Oberbürgermeister Flensburgs gewesen war. Doch der nationalsozialistische Magistrat unter Wilhelm Sievers lehnte die Benennung nach dem Ehrenbürger Flensburgs ab und setzte 1933/1934 den Namen Adolf Hitler-Schule durch. Damit gehörte die Schule zu einer ganzen Reihe von Bildungseinrichtungen, die nach der Machtergreifung entsprechend umbenannt wurden. Zum Ende des Zweiten Weltkrieges befand sich im Schulgebäude ein Lazarett für verwundete Soldaten.
Nach dem Krieg wurde das Gymnasium in Städtische Oberschule für Jungen umbenannt, womit nach der NS-Zeit wieder an das humanistische Fundament der Schule angeknüpft wurde. Zum 200-jährigen Geburtstag von Johann Wolfgang von Goethe, dem Goethe-Jahr 1949, engagierte sich die Schule tatkräftig bei den Flensburger Goethe-Festtagen. Als Dank für dieses Engagement beschloss der neue Magistrat der Stadt, der Schule den neuen Namen Goethe-Schule zu verleihen. Die Vergangenheitsbewältigung spielte auch noch später eine Rolle im Schulleben. So hatte beispielsweise Anfang 1956 die Landesschülervertretung für Mittel- und Oberschulen zu einer Diskussion zum Thema 20. Juli 1944 in der Aula der Goethe-Schule geladen, bei der ein General, ein Historiker und ein Theologe sich dem Schülerpublikum stellten.
1950 begann mit der erstmaligen Aufnahme von Mädchen die Koedukation an der Goethe-Schule. Ab dem 6. April 1961 befand sich im selben Gebäude für kurze Zeit auch das „Neue Gymnasium“, das schon bald darauf am 24. April 1962 seine neuen Räumlichkeiten an der Tilsiter Straße bezog und sich in Fördegymnasium umbenannte. 1992 begann die Goethe-Schule mit dem Fördegymnasium in den Schwerpunktkursen Biologie und Latein zu kooperieren.
Im Jahr 2003 wurde das Gymnasium Pilotschule für das Abitur nach der 12. Jahrgangsstufe (G8) und im Jahre 2010 Kompetenzzentrum für Begabungsförderung. Am 5. Mai 2011 wurde die Goethe-Schule zur Europaschule ernannt. Seit 2017 ist sie Modellschule für das Lernen mit digitalen Medien.
Von 2015 bis 2019 wurde die Goethe-Schule für 6,5 Millionen Euro saniert. Am Freitag, den 6. September 2019 feierte die Schule ihren Geburtstag im Jahr 1894. Neben diesem 125. Jubiläum wurde auch die Errichtung des Hauses I 100 Jahre zuvor und die Schulbenennung vor 70 Jahren gefeiert.

## Gebäude
Von 1914 bis 1918 entstand nach Plänen des Architekten Paul Ziegler, der für zahlreiche bedeutsame Gebäude der Stadt verantwortlich zeichnete, der Bau des Hauptgebäudes in der Bismarckstraße 41. Das Hauptgebäude ist im Stil des Heimatschutzes mit barocken Stilelementen gehalten und gehört zu den bedeutenden Kulturdenkmälern der Stadt. Mit seiner markanten Kuppel beherrscht es den Osten der innerstädtischen Silhouette Flensburgs und bildet das Pendant zu den ebenfalls von Paul Ziegler gezeichneten Gebäuden der Auguste-Viktoria-Schule und Schloss-Duburg-Schule am Westufer der Stadt. Der von Beginn an geplante Südflügel wurde erst später, im Jahr 1927, hinzugefügt.

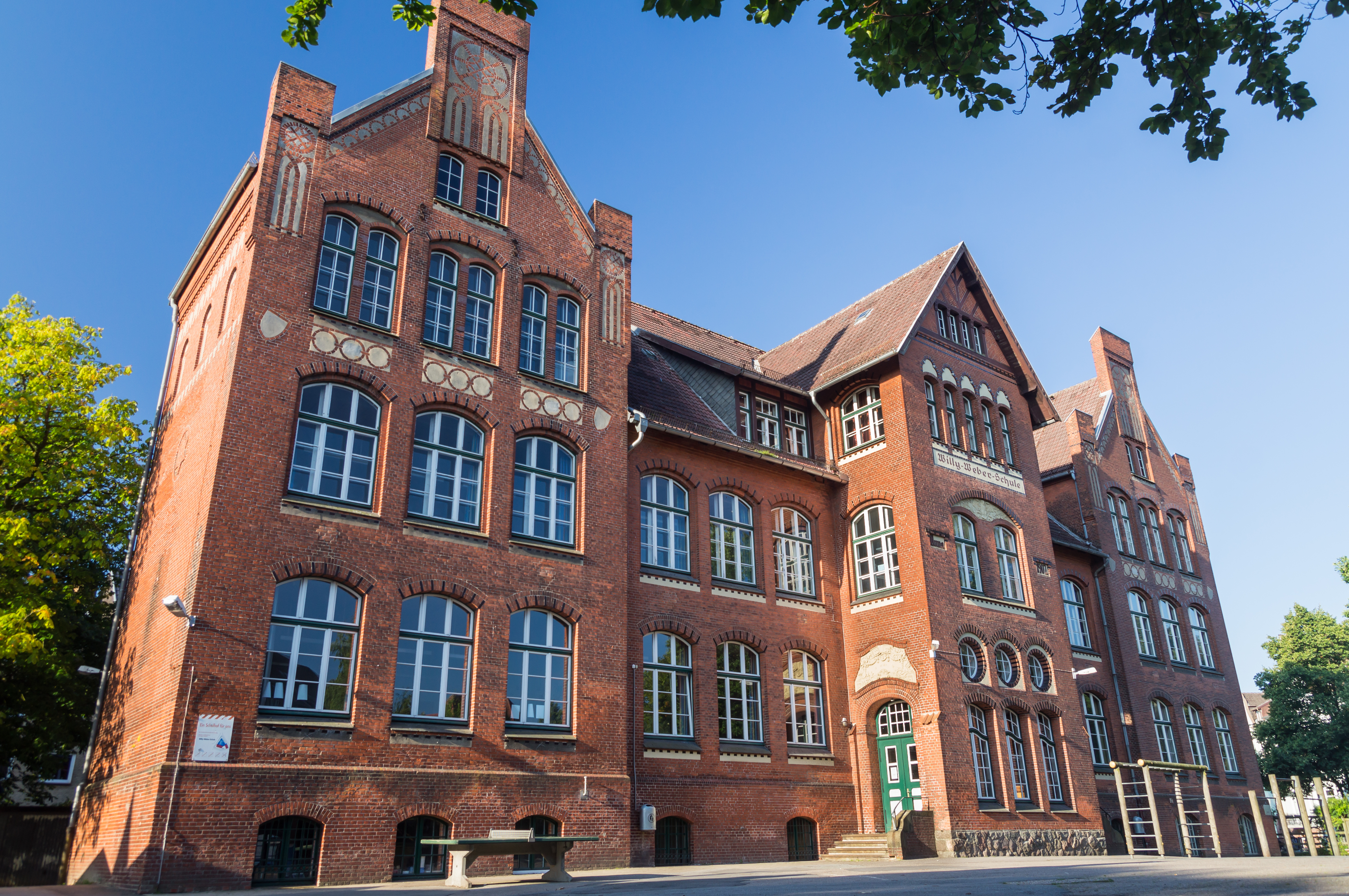
Die ursprüngliche Willy-Weber-Schule, das heutige Haus II der Goethe-Schule

Das Nebengebäude Haus II, das gegenüber dem Hauptgebäude liegt, entstand schon 1905–1907 nach Entwürfen von Otto Fielitz, dem Vorgänger von Paul Ziegler. Die ehemalige Willy-Weber-Schule diente ursprünglich als Volksschule. Heute wird im besagten Schulgebäude Willi-Weber-Haus die 5. bis 8. Stufe der Goethe-Schule unterrichtet. Das an Haus II angebaute Kneipp-Haus gehört dabei trotz seiner unmittelbaren Nähe nicht zur Schule.

## Persönlichkeiten

### Schulleiter
- Gustav Liedke (1875–1896)
- Carl Flebbe (1888–1912) – bis 1895 Direktor der Handels- und Realschule / ab 1896 Direktor der Oberreal- und Landwirtschaftsschule
- Wilhelm Lohmann (1912–1932) – Oberstudiendirektor der OR I
- Fritz Osterloh (1914–1922) –  Oberstudiendirektor der OR II und Landwirtschaftsschule
- Dr. Wilhelm Swane (1922–1932) –  Oberstudiendirektor der OR II und Landwirtschaftsschule
- Wilhelm Meyer (1932–1945)
- Hans Brodersen, Direktor (1945–1947)
- Hans-Herbert Stoldt (1947–1957)
- Kurt Reiche (1958–1959)
- Karl Momsen, Direktor (1959–1960)
- Karl Kreutzer (1960–1969)
- Herbert Bomsdorf (1969–1972)
- Hans Wilhelm (1972)
- Horst Ralf (1972–1990)
- Herbert Harring Roos (1990)
- Wolfgang Sperschneider (1991–2000)
- Gisela Walter (2000–2013)
- Arnd Reinke (seit 2013)[21]

### Lehrer
- Gerhard Kraack, Lokalhistoriker
- Uwe Lempelius (1931–2013), Künstler und Kunsthistoriker

### Schüler
- Svend Johannsen (1903–1978), Politiker der dänischen Minderheit
- Hans-Georg Herrlitz (* 1934), Pädagoge
- Peter Bendixen (1943–2007), CDU-Politiker, der von 1979 bis 1988 Kultusminister des Landes Schleswig-Holstein war
- Bernd Henningsen (* 1945), Politikwissenschaftler und Skandinavist, Abitur 1966
- Heike Maurer (* 1953), Fernsehmoderatorin
- Jörg Asmussen (* 1966), ehemaliges Mitglied des EZB-Direktoriums
- Mathias Harrebye-Brandt (* 1974), deutsch-dänischer Schauspieler
- Wolfgang Bein (* 1957), Informatikprofessor, University of Nevada, Las Vegas, USA

## Siehe auch

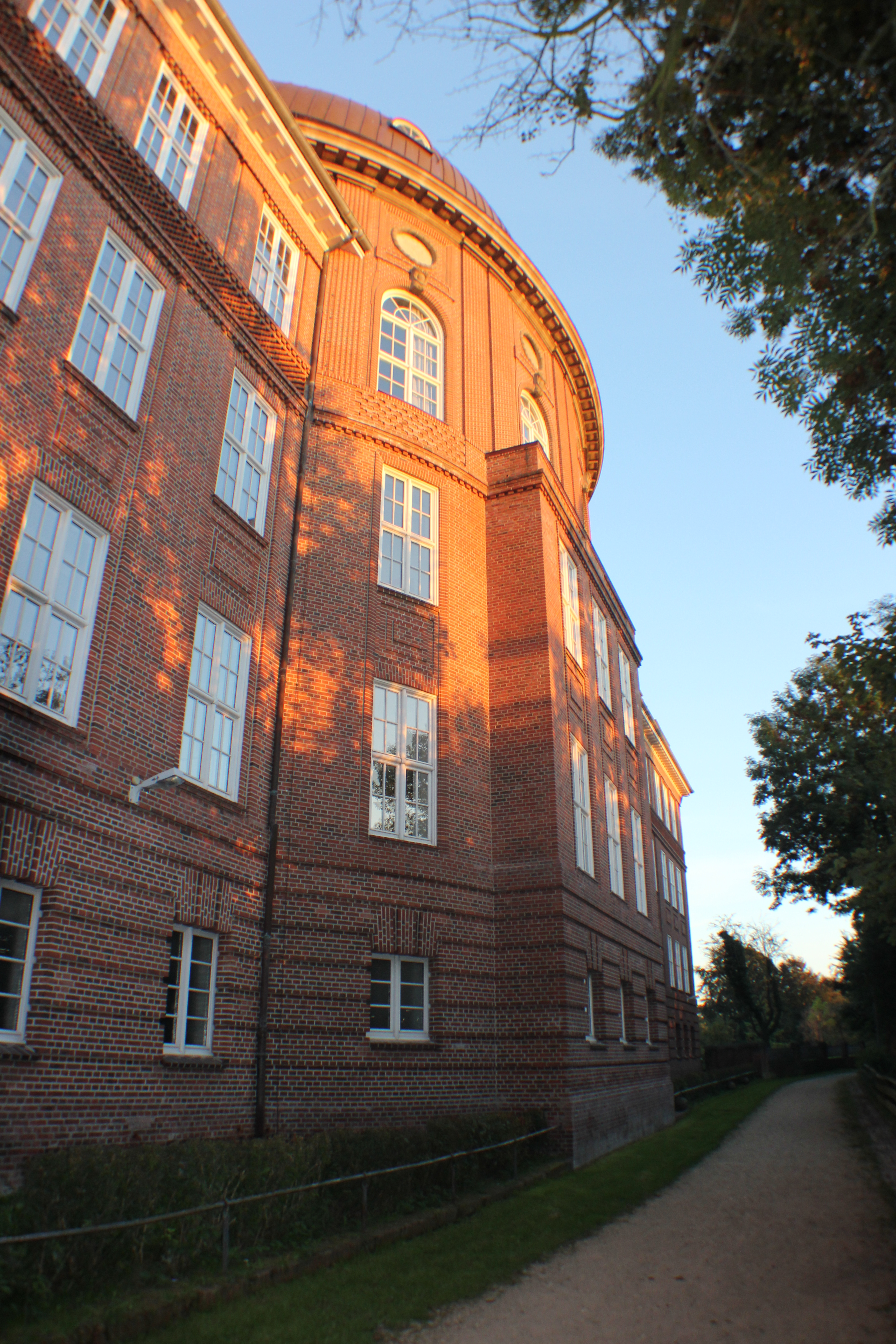
Kuppelbau der Goethe-Schule Haus I (2013)
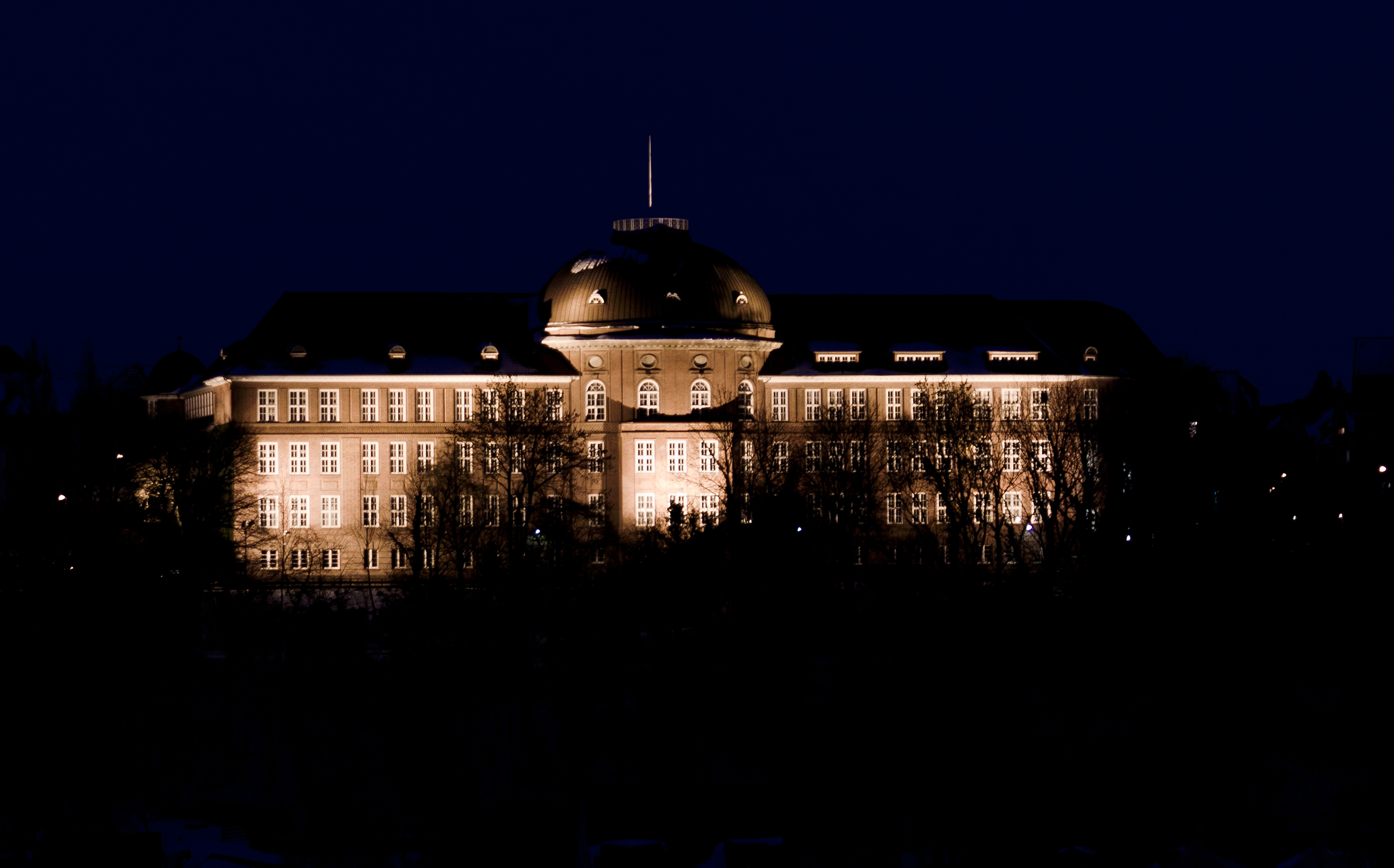
Goethe-Schule Flensburg bei Nacht (2011)
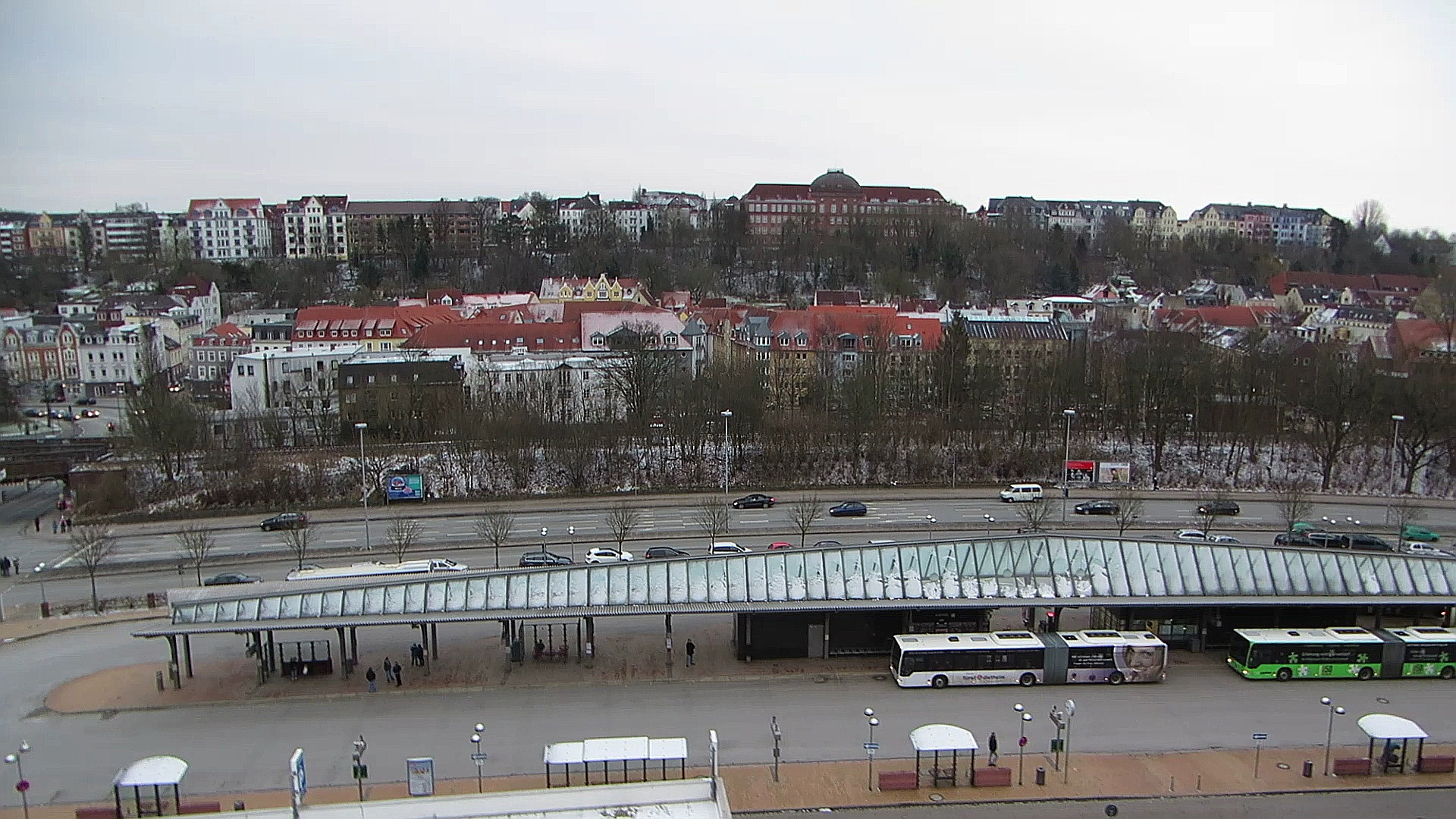
Die Goethe-Schule hinter dem Bahndamm, im Vordergrund der ZOB (2013)
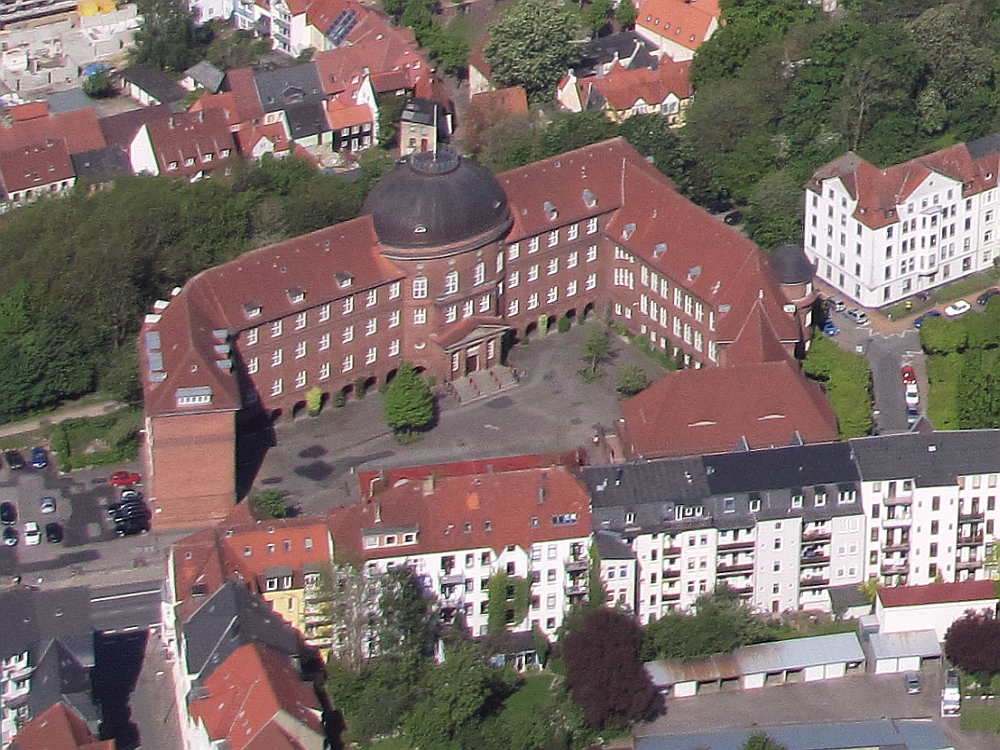
Die Goethe-Schule aus der Vogelperspektive (2012)
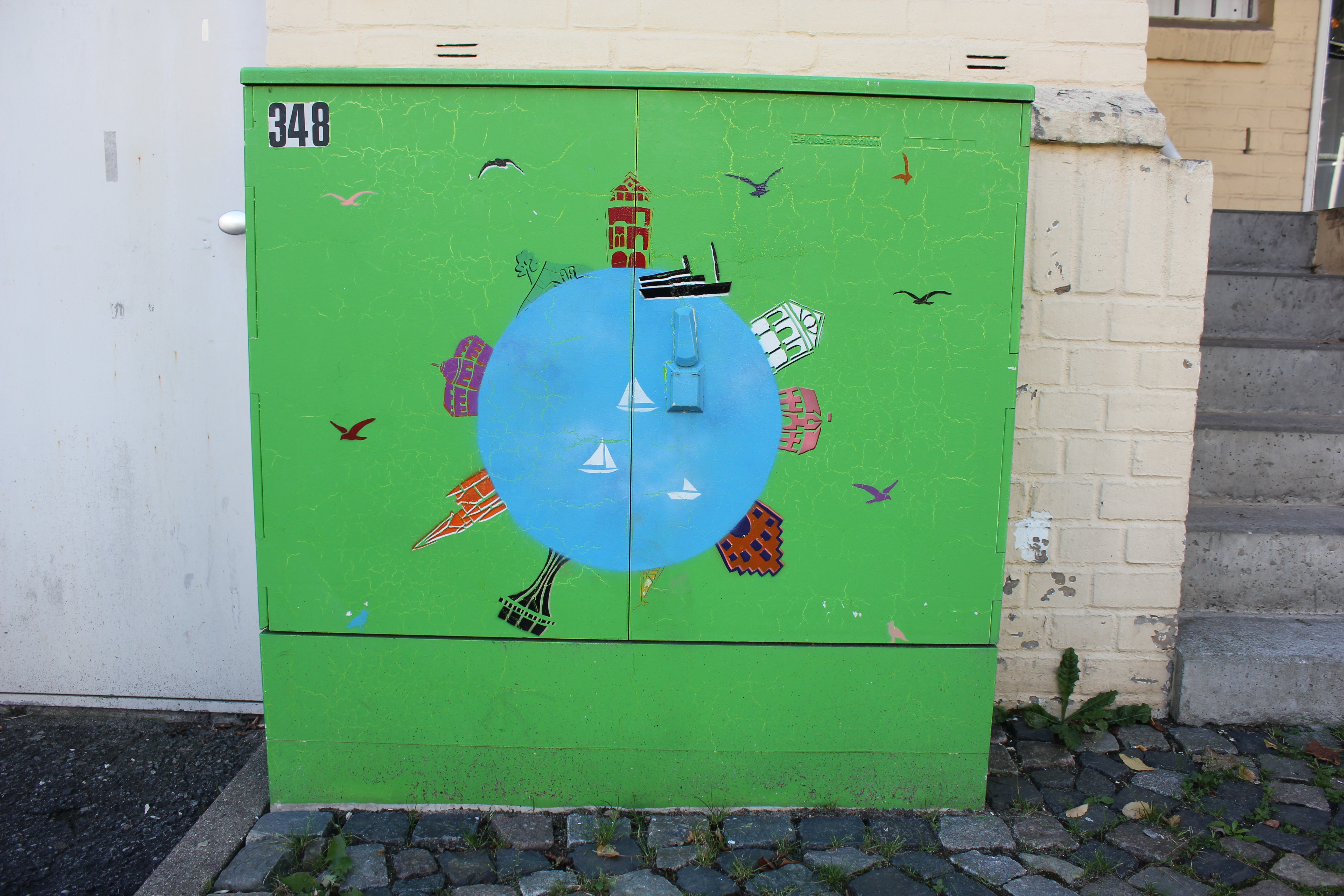
Bei der Aktion Flensburger Stromfarben bemalten Graffiti-Künstler Stromkästen in Absprache mit den Stadtwerken Flensburg, auf der „Skyline“ sind bedeutende Bauten Flensburgs zu sehen (2013)